# Борхес, Хулио
Хулио Андрес Борхес Хуньент (исп. Julio Andrés Borges Junyent; род. 22 октября 1969, Каракас, Венесуэла), более известен как Хулио Борхес (исп. Julio Borges) — венесуэльский политик, юрист, Председатель Национального Собрания Венесуэлы в 2017—2018 годах. Соучредитель партии «За справедливость», входящей в Круглый стол демократического единства. Видная фигура венесуэльской демократической оппозиции, противник действующего президента Николаса Мадуро и правительства социалистов.

## Биография
Хулио Борхес родился 22 октября 1969 года в Каракасе, Венесуэла. В 1992 году окончил Католический университет Андреса Белло, где изучал право. Получил степень магистра философии в Бостонском колледже (1994) и магистра государственной политики в Оксфордском университете (1996).
Женат, имеет четырёх детей.

## Политическая карьера
В 2000 году наряду с Энрике Каприлесом и Леопольдо Лопесом стал соучредителем партии «За справедливость». В том же году избран депутатом в Национальное Собрание (парламента) Венесуэлы, где до 2005 году представлял штат Миранда.
Изначально собирался выдвинуть свою кандидатуру на президентских выборах 2006 года, но затем поддержал Мануэля Росалеса, который стал единым кандидатом от оппозиции. Борхес был выдвинут кандидатом в вице-президенты. Росалес проиграл выборы президенту Уго Чавесу.
В 2010 году снова был избран депутатом парламента. Вскоре после президентских выборов 2013 года он и другой оппозиционный депутат Уильям Давила пострадали в стычке с депутатами от правящей партии.
В 2016 году был в очередной раз избит. В январе 2017 года Борхес был избран главой Национального Собрания Венесуэлы сроком на год. В 2018 его преемником стал Омар Барбоса.
Был обвинён в причастности к покушению на президента Мадуро. Как депутат Борхес обладал депутатским иммунитетом. Однако председатель Конституционного собрания Диосдадо Кабельо, сказал, что он «внесет в законодательство изменения», чтобы лишить Борхеса и депутата Хуана Рекесенса, обвиняемого по тому же делу, защиты. Иммунитет был снят на следующий день. Хулио Борхес проживает в изгнании в Колумбии.